# Ford Sierra RS Cosworth
Der Ford Sierra RS Cosworth ist ein Fahrzeug der Mittelklasse des europäischen Zweigs der Ford Motor Company.
Dieses Sondermodell des Ford Sierra wurde speziell für den Einsatz bei Rundstreckenrennen nach Gruppe-A-Reglement entwickelt. Die Abkürzung RS steht für Rallye Sport und wird seit 1970 für die sportlichsten Modelle von Ford verwendet.

## Geschichte
In den 1970er Jahren waren Fahrzeuge der Marke Ford im Motorsport auf der Rundstrecke sehr erfolgreich, in der Deutschen Rennsport-Meisterschaft gingen in den ersten zehn Jahren sechs der Meistertitel auf Fahrer auf Ford Capri und Ford Escort. Als ab der Saison 1982 in der DRM auch Fahrzeuge der Gruppe C zugelassen wurden, waren die – wenigstens im weitesten Sinne – noch auf Serienfahrzeugen basierenden bisherigen Rennwagen nicht mehr konkurrenzfähig. Ford war in der DRM und der Sportwagen-Weltmeisterschaft zwar mit dem Ford C 100 vertreten, konnte sich aber langfristig nicht gegen die Porsche 936 und die Porsche 956 behaupten. Ab 1983 wurden die C 100 nicht mehr werksseitig eingesetzt, die von Zakspeed betreuten Fahrzeuge konnten in der DRM immerhin einige Rennen gewinnen.

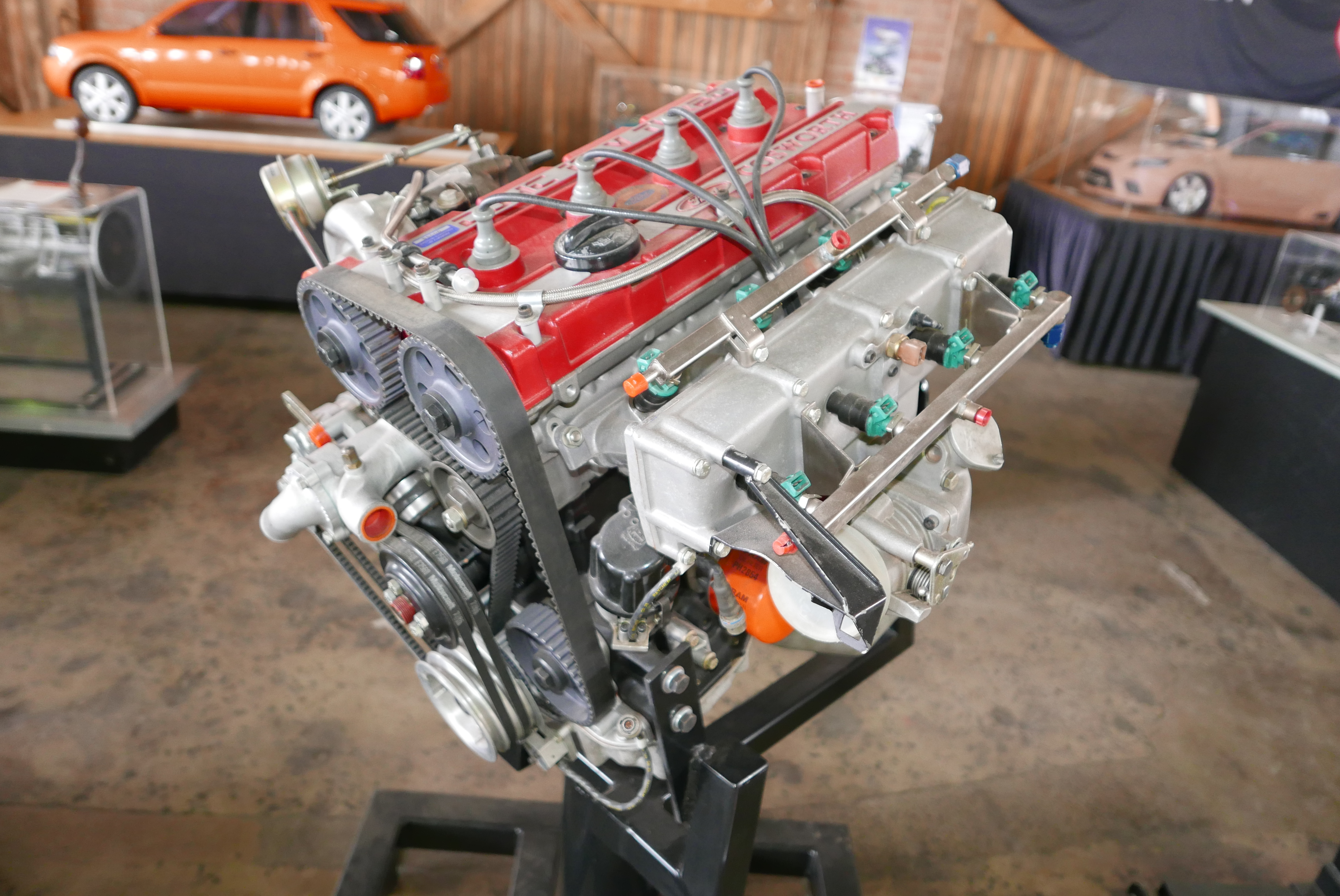
Cosworth YBD-Motor aus einem Sierra RS500

1983 übernahm Stuart Turner das Amt des Motorsportchefs von Ford in Europa von Karl Ludvigsen. Nach Beendigung der Werksunterstützung für den Einsatz der C 100 und der Einstellung der Entwicklung des Ford Escort RS1700T in der Endphase war Turner auf der Suche nach neuen Projekten, um die so entstandene Lücke zu füllen. Im März 1983 besuchte er gemeinsam mit Walter Hayes ein Rennen der BTCC in Silverstone, wo alle Fahrer auf dem Siegerpodium – Steve Soper, Jeff Allam und Peter Lovett – einen Rover Vitesse fuhren. Turner soll damals zu Hayes gesagt haben, es wäre schön ein Fahrzeug von Ford zu sehen, das die Rover besiegen könnte. Zufällig kam es zu dieser Zeit zu einem Treffen mit Cosworth, die bereits den von Ford finanzierten Cosworth DFV entworfen hatten. Turner überzeugte Jim Campolongo und Ed Blanche – damals Vorstandsmitglieder bei Ford of Europe – von einem Besuch bei Cosworth in Northampton, um über die Entwicklung eines neuen Formel-1-Motors zu sprechen. Dort entdeckten sie einen bereits fertig aufgebauten Prototyp eines Cosworth YB. Für diesen Motor hatte Cosworth einen neuen 16V-DOHC-Zylinderkopf entwickelt, um ihn mit dem Ford-OHC-Motorblock zu kombinieren. Dieser Motor sollte den älteren Cosworth BD – ebenfalls eine Kombination aus einem Cosworth-16V-DOHC-Zylinderkopf mit dem Block des Ford Kent – ersetzen.  Turner soll vorgeschlagen haben, den Motor mit Turbolader in einen Sierra einzubauen, um damit Rennen zu gewinnen. 1983 schlossen Ford und Cosworth einen Vertrag über den Bau von 15.000 Motoren.
Der anfangs als Saugmotor konzipierte YAA wurde von Cosworth zum Turbomotor weiterentwickelt. Dabei flossen sowohl die Vorgaben der Gruppe A als auch die Anforderungen von Ford als Fahrzeughersteller in den Entwicklungsprozess ein. Da die Unternehmenszentrale von Cosworth in Northampton für den Bau einer solch großen Anzahl an Motoren zu klein war, baute Cosworth im wenige Meilen entfernten Wellingborough eine Produktionsanlage für die YB-Motoren auf. Diese wurde 1985 eingeweiht, Anfang 1986 lief dort die Motorenproduktion an.

### Sierra RS Cosworth (1986–1987)

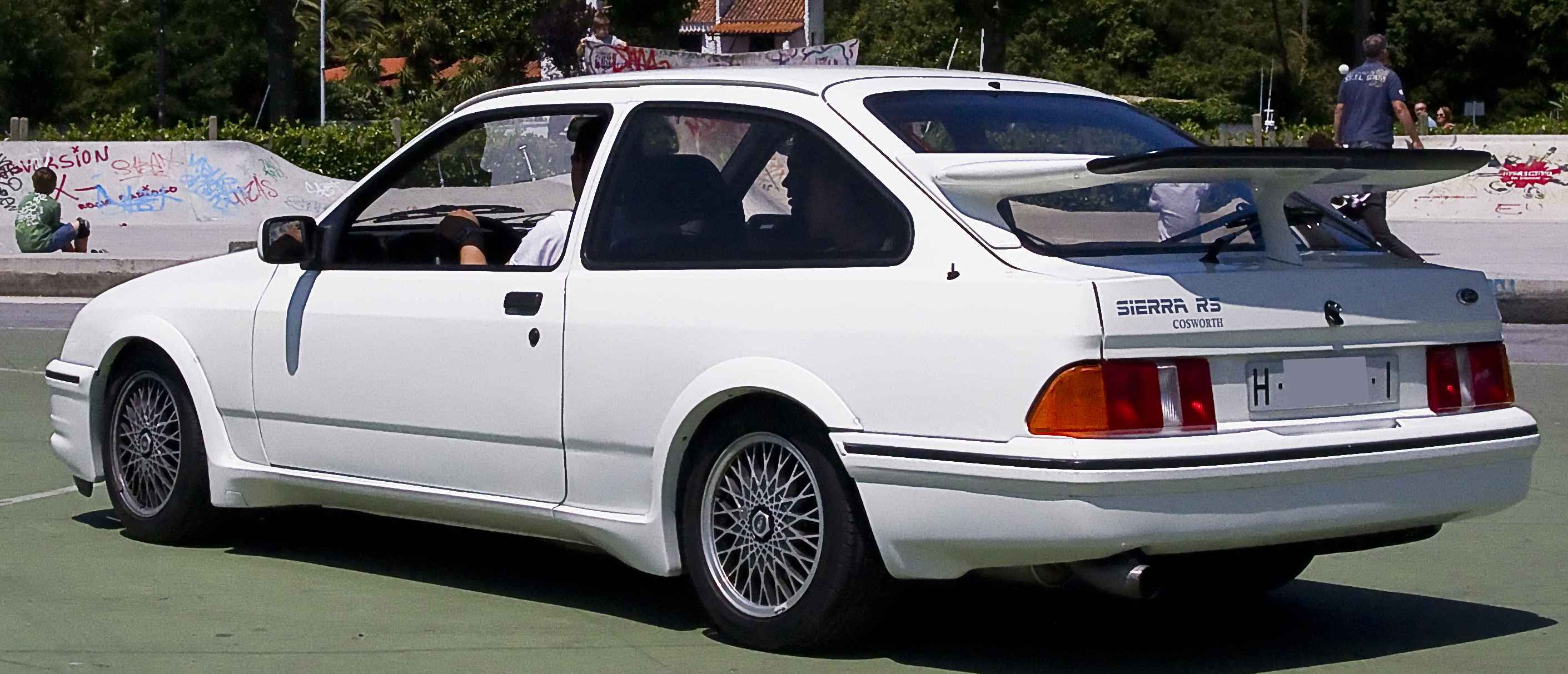
Sierra RS Cosworth mit serienmäßigem Heckspoiler

Zeitgleich mit der Entwicklung des YB-Motors bei Cosworth wurde bei Ford in Großbritannien mit der Modifikation des dreitürigen Ford Sierra begonnen.
Technisch stimmt der RS Cosworth größtenteils mit den anderen Fahrzeugen der Baureihe überein. Großen Wert legten die Fordtechniker im Hinblick auf den Motorsporteinsatz auf die Aerodynamik. Vor allem der große Heckspoiler bewirkt ein stabileres Fahrverhalten bei höheren Geschwindigkeiten und mehr Anpressdruck auf der angetriebenen Hinterachse. Trotzdem wird der manchmal als Pommestheke verspottete Heckspoiler von Unwissenden oft für ein übertriebenes Tuningaccessoire aus dem Zubehörhandel gehalten. Das Fahrzeug hat Radhausverbreiterungen und Seitenschweller aus Kunststoff, die in Wagenfarbe lackiert sind. Auch die Stoßfänger sind beim Cosworth individuell gestaltet und in Wagenfarbe lackiert, vor allem vorn wurde die Luftführung im Hinblick auf Aerodynamik und eine gute Anströmung des Ladeluftkühlers optimiert. Der Sierra RS Cosworth hat rundum Scheibenbremsen mit Vierkolben-Festsättel an der Vorderachse und als Besonderheit ein für 1986 nicht alltägliches Antiblockiersystem serienmäßig. Ebenfalls serienmäßig waren Sportsitze von Recaro, ein Dreispeichen-Sportlenkrad, eine Ladedruckanzeige im Kombiinstrument und 7×15 Zoll große einteilige Leichtmetallfelgen mit Niederquerschnittsreifen. 5545 Sierra RS Cosworth wurden 1986 und 1987 im belgischen Ford-Werk in Genk gebaut. Die von Cosworth gefertigten Motoren wurden direkt im Werk eingebaut. Der erste Sierra RS Cosworth war nur in Diamantweiß, Schwarz und Cometblau erhältlich. Als Wunschausstattung konnten elektrische Fensterheber, eine Zentralverriegelung, ein manuell zu betätigendes Schiebedach und ein Radio bestellt werden.
Der erste Sierra RS Cosworth wird wegen des großen Heckspoilers auch Flügelcossie genannt.

### Sierra RS500 (1987)

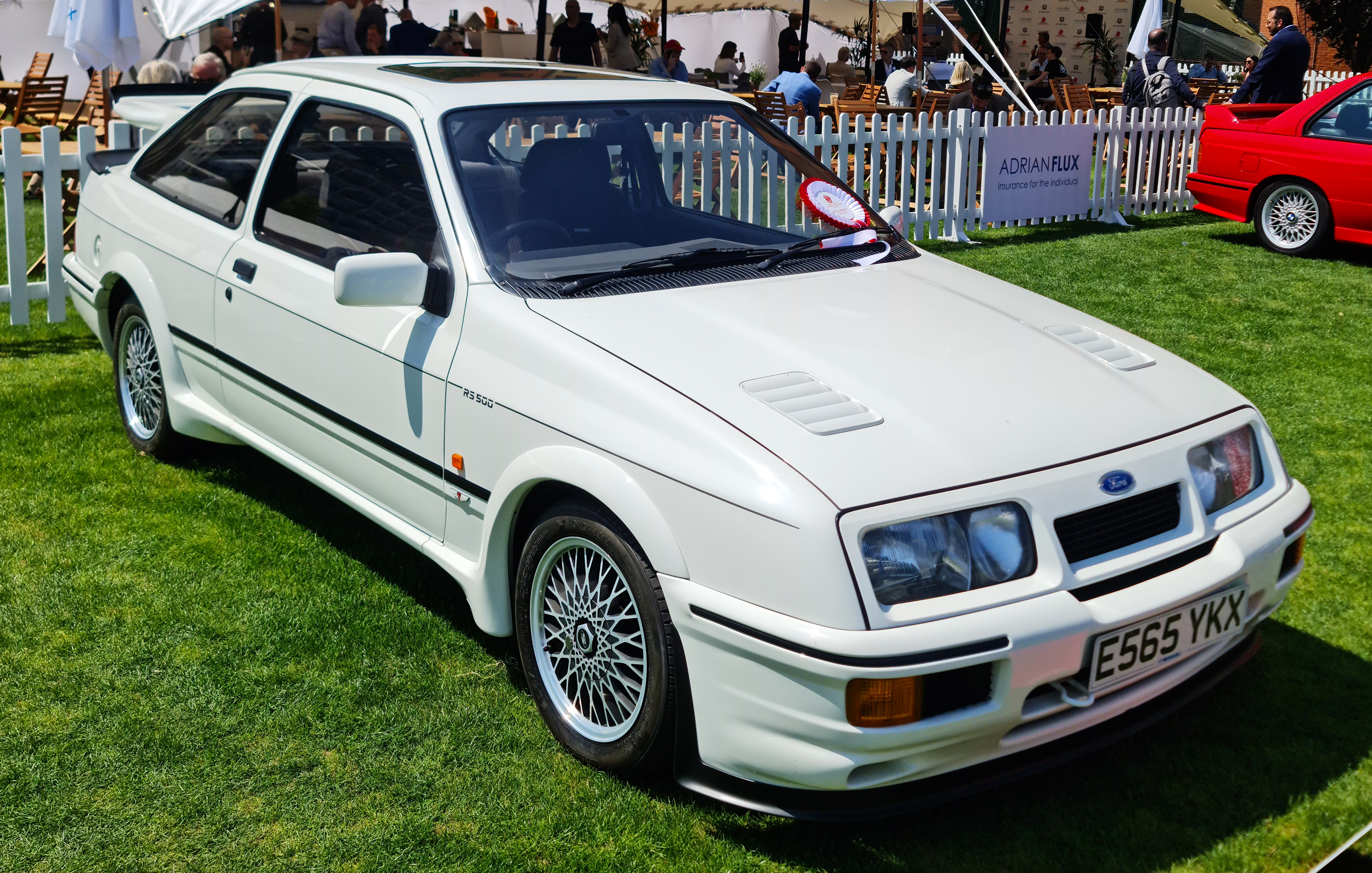
Sierra RS500 mit geänderter Frontschürze

Das Reglement der Gruppe A erlaubte es, vom homologierten Grundmodell 500 verbesserte Evolutions-Modelle zu bauen. Diese Möglichkeit plante Ford im Hinblick auf den Motorsporteinsatz des Sierra RS Cosworth von vornherein ein. Deshalb wurden nicht nur die für die Gruppe A geforderten 5000 Einheiten gebaut, sondern mit insgesamt knapp über 5500 Einheiten auch die Evolutionsmodelle. Diese liefen als normale RS Cosworth in Genk vom Band. Die Planung sah 500 gleiche, schwarze Sierra RS Cosworth vor, es wurden allerdings auch 56 weiße und 52 blaue Fahrzeuge gebaut. Nach der Produktion wurden sie zuerst eingelagert und später bei Tickford zum RS500 umgebaut. Dazu wurde der YBB-Motor ausgebaut und durch einen YBD-Motor ersetzt, den Cosworth speziell für den späteren Einsatz im Motorsport entwickelt hatte. Der Motorblock war vor allem im Bereich der Zylinderlaufbahnen verstärkt. Es wurde ein größerer Garrett-T4-Turbolader eingesetzt und Öl- und Wasserpumpe wurden verbessert. Zusätzlich hat der RS500 eine verbesserte Kraftstoffpumpe, einen größeren Ladeluftkühler, einen verbesserter Ölkühler und orange eingefärbte Luftschläuche. Eine weitere wichtige Änderung gab es an der Ansaugbrücke des YBD. Am Luftsammler sind vier zusätzliche Weber IW025-Einspritzventile vorhanden, die jedoch im Serienfahrzeug nicht angeschlossen sind. Im Motorsport sollen sie eine noch bessere Gemischbildung bewirken und vor allem bei Maximalleistung ausreichend Kraftstoff zur Verfügung stellen. Abgesehen vom Motor unterscheidet sich der RS500 nur in kleinen Details vom „normalen“ Sierra RS Cosworth. Der RS500 hat einen zusätzlichen kleinen Spoiler an der Heckklappe, eine schwarze Abrisskante am großen Heckspoiler sowie eine veränderte Frontschürze mit Spoilerlippe und einem vergrößerten Lufteinlass. Die Nebelscheinwerfer wurden ab Werk zum eventuell nachträglichen Einbau mitgeliefert, die Öffnungen in der Frontschürze als Lufteinlässe für eine Bremsenkühlung genutzt.
Die Leistung des Serienmotors wird mit 224 bhp statt 201 bhp angegeben, das sind etwa 15 kW (20 PS) mehr als beim YBB des Sierra RS Cosworth. Das Drehmoment liegt mit 277 Nm auch etwas höher. Trotz der höheren Motorleistung hat sich die angegebene Höchstgeschwindigkeit im Vergleich zum Sierra RS Cosworth wegen der geänderten Aerodynamik leicht verringert.

### Sierra RS Cosworth (1988–1989)

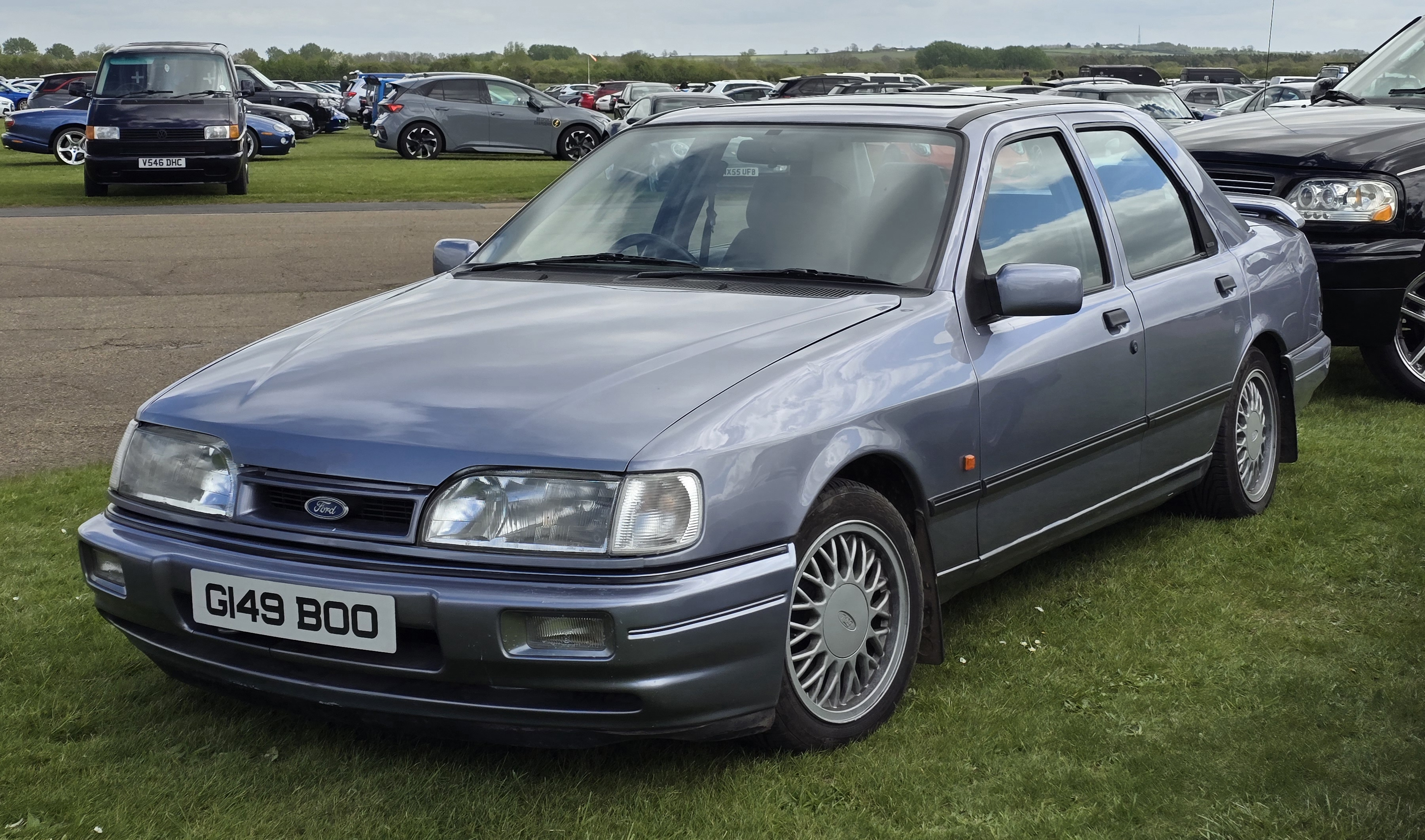
Sierra RS Cosworth 4-türig

Ab Januar 1987 wurde der Sierra nach einer Modellpflege in deutlich veränderter Form gebaut und wird deshalb oft als Sierra 2 bezeichnet. Ab Februar 1988 wurde auch wieder ein Sierra RS Cosworth angeboten. Statt als eine auf den Motorsport ausgerichtete dreitürige Schrägheckausführung war der Sierra RS Cosworth von da an nur noch als viertürige Stufenhecklimousine erhältlich und wird deshalb mitunter als Stufencossie bezeichnet. Als geräumiges Fahrzeug und als Topmodell der Baureihe sollte der Cosworth so eine breitere Käuferschicht ansprechen. Technisch unterscheidet sich dieses Fahrzeug aber nicht vom Sierra RS Cosworth der ersten Serie. Der Motor ist weiterhin ein Cosworth YBB, wird allerdings Ford-intern mit einem anderen Motorkennbuchstaben geführt. Auch dieser Sierra RS Cosworth hat Hinterradantrieb. Front- und Heckschürzen wurden an das Facelift angepasst und neu gestaltet und weiterhin in Wagenfarbe lackiert. Die Radhausverbreiterungen entfielen, Seitenschweller aus Kunststoff wurden jedoch weiterhin angebaut. Statt des großen Flügels auf der Heckklappe hat dieser Cosworth nur einen deutlich kleineren Heckspoiler auf dem Kofferraumdeckel. Mit Recaro-Sportsitzen, einem Dreispeichen-Sportlenkrad, Vierkolben-Bremssätteln an der Vorderachse und 7×15 Zoll großen einteiligen Leichtmetallfelgen mit Niederquerschnittsreifen sowie umfangreichem Serienzubehör ist der neue Sierra RS Cosworth ähnlich ausgestattet wie sein Vorgänger. Lediglich die Ladedruckanzeige im Kombiinstrument entfiel.
Im Vereinigten Königreich wurde dieser Sierra als Sierra Sapphire RS Cosworth vermarktet.
Vom Sierra RS Cosworth als Stufenhecklimousine mit Hinterradantrieb wurden etwa 13.140 Stück als Links- und Rechtslenker in Genk gebaut. Wie beim Vorgänger wurden die Motoren von Cosworth aufgebaut und im Werk in die Fahrzeuge eingebaut.

### Sierra RS Cosworth 4×4 (1990–1992)

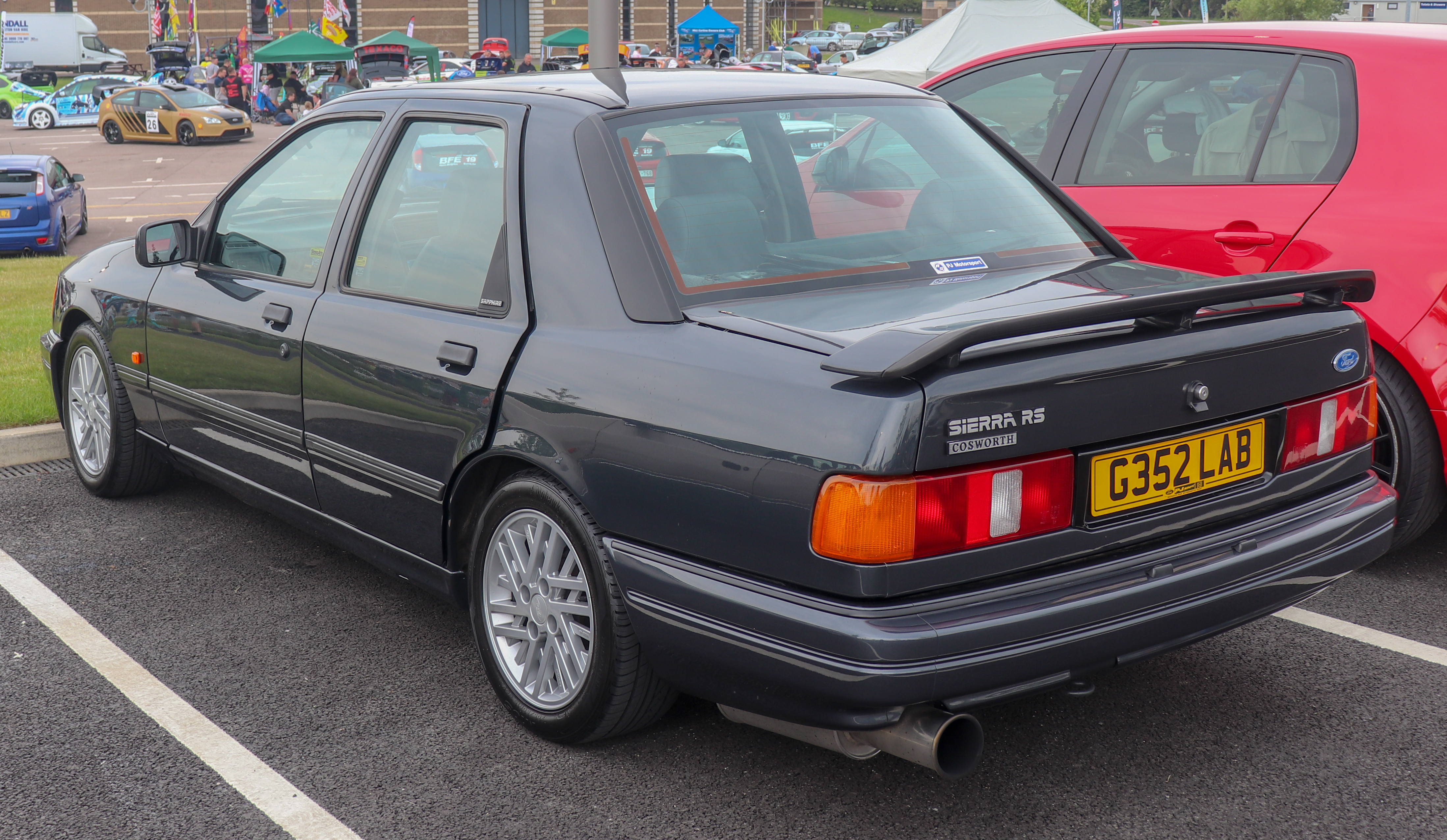
Sierra RS Cosworth, Fahrzeugheck

1990 wurde mit dem letzten Facelift des Sierra auch ein überarbeiteter Sierra RS Cosworth eingeführt. Die Veränderungen am Sierra (insbesondere die Motorhaube und der Kühlergrill) wurden dabei vom Sierra RS Cosworth von 1988 übernommen. Die offensichtlichste Neuerung beim Sierra RS Cosworth war der serienmäßige permanente Allradantrieb von Ferguson. Das Fahrzeug war weiterhin ausschließlich als viertürige Limousine erhältlich und auch die Serienausstattung mit Recaro-Sportsitzen, Sportlenkrad, Leichtmetallfelgen, den nur am RS Cosworth verwendeten Front- und Heckschürzen und den Seitenschwellern ist identisch mit der des Vorgängers. Der Motor des Sierra RS Cosworth 4×4 unterscheidet sich jedoch in einigen wichtigen Details vom Cosworth YBB des Vorgängers. Der bisherige 205er Motorblock wurde durch den überarbeiteten 200er Motorblock ersetzt. Dieser ist im Bereich der Zylinderlaufbahnen und im Bereich der Gewinde für die Kopfschrauben verstärkt. Ähnliche Änderungen hatten bereits die Motoren des RS500. Diese Verbesserungen sollen den 200er Motorblock bei hohen Motorleistungen im Rennsporteinsatz langlebiger machen und den Einbau von langen Stehbolzen anstelle der ab Werk verwendeten Zylinderkopfschrauben ermöglichen. Der Garret-T3-Turbolader wurde durch einen größeren T34 ersetzt. Die Leistung stieg von 150 kW (204 PS) auf 162 kW (220 PS), das Drehmoment von 270 auf 284 Nm. Mit dieser Leistungssteigerung wurde das höhere Gewicht und der höhere Rollwiderstand des Allradantriebs kompensiert, die angegebenen Fahrleistungen sind nahezu gleich mit denen des Fahrzeugs mit Hinterradantrieb.
Ein Großteil der Sierra RS Cosworth 4×4 wurde serienmäßig mit geregeltem Katalysator ausgeliefert. Diese Motoren haben den Motorcode YBG (Ford-intern N5D) und als einzige Sierra RS Cosworth einen grünen Ventildeckel. Für manche Märkte wurden die RS Cosworth 4×4 auch ohne Katalysator ausgeliefert. Die Motoren dieser Fahrzeuge haben den Motorcode YBJ (Ford-intern N5D) und wie alle anderen Sierra RS Cosworth einen roten Ventildeckel. Die Leistungsangaben der Modelle mit und ohne Katalysator sind gleich.
Die Sierra RS Cosworth 4×4 wurden bis zur Einstellung des Ford Sierra hergestellt; es waren etwa 12.250 Einheiten als Links- und Rechtslenker aus dem Ford-Werk in Genk.

## Technische Daten
|                           | RS Cosworth (1986–1987)                                                                             | RS500 (1987)                                                                                        | RS Cosworth (1988–1989)                                                                             | RS Cosworth 4×4 (1990–1992)                                                                           | RS Cosworth 4×4 G-Kat (1990–1992)                                                                     |                                                            |
| ------------------------- | --------------------------------------------------------------------------------------------------- | --------------------------------------------------------------------------------------------------- | --------------------------------------------------------------------------------------------------- | --- | --- | ---------------------------------------------------------- |
| Motor                     | 4-Zylinder-Reihenmotor (Viertakt)                                                                   | 4-Zylinder-Reihenmotor (Viertakt)                                                                   | 4-Zylinder-Reihenmotor (Viertakt)                                                                   | 4-Zylinder-Reihenmotor (Viertakt)                                                                     | 4-Zylinder-Reihenmotor (Viertakt)                                                                     |                                                            |
| Motortyp                  | Cosworth YB                                                                                         | Cosworth YB                                                                                         | Cosworth YB                                                                                         | Cosworth YB                                                                                           | Cosworth YB                                                                                           |                                                            |
| Motorcode (Cosworth)      | YBB                                                                                                 | YBD                                                                                                 | YBB                                                                                                 | YBJ                                                                                                   | YBG                                                                                                   |                                                            |
| Motorcode (Ford)          | N5A                                                                                                 | | N5B                                                                                                 | N5C                                                                                                   | N5D                                                                                                   |                                                            |
| Farbe Ventildeckel        | rot                                                                                                 | rot                                                                                                 | rot                                                                                                 | rot                                                                                                   | grün                                                                                                  |                                                            |
| Hubraum                   | 1993 cm³                                                                                            | 1993 cm³                                                                                            | 1993 cm³                                                                                            | 1993 cm³                                                                                              | 1993 cm³                                                                                              |                                                            |
| Bohrung × Hub             | 90,8 mm × 77 mm                                                                                     | 90,8 mm × 77 mm                                                                                     | 90,8 mm × 77 mm                                                                                     | 90,8 mm × 77 mm                                                                                       | 90,8 mm × 77 mm                                                                                       |                                                            |
| Leistung bei 1/min        | 150 kW (204 PS) bei 6000                                                                            | 165 kW (224 PS) bei 6000                                                                            | 150 kW (204 PS) bei 6000                                                                            | 162 kW (220 PS) bei 6000                                                                              | 162 kW (220 PS) bei 6000                                                                              |                                                            |
| Max. Drehmoment bei 1/min | 270 Nm bei 4500                                                                                     | 277 Nm                                                                                              | 270 Nm bei 4500                                                                                     | 284 Nm bei 3500                                                                                       | 284 Nm bei 3500                                                                                       |                                                            |
| Gemischaufbereitung       | Elektronisch geregelte Einspritzung Weber-Marelli                                                   | Elektronisch geregelte Einspritzung Weber-Marelli                                                   | Elektronisch geregelte Einspritzung Weber-Marelli                                                   | Elektronisch geregelte Einspritzung Weber-Marelli                                                     | Elektronisch geregelte Einspritzung Weber-Marelli                                                     |                                                            |
| Turbolader                | Garrett T3                                                                                          | Garrett T4                                                                                          | Garrett T3                                                                                          | Garrett T34                                                                                           | Garrett T34                                                                                           |                                                            |
| Ventilsteuerung           | DOHC 16 Ventile, Hydrostößel, Zahnriemen                                                            | DOHC 16 Ventile, Hydrostößel, Zahnriemen                                                            | DOHC 16 Ventile, Hydrostößel, Zahnriemen                                                            | DOHC 16 Ventile, Hydrostößel, Zahnriemen                                                              | DOHC 16 Ventile, Hydrostößel, Zahnriemen                                                              |                                                            |
| Kühlung                   | Wasserkühlung                                                                                       | Wasserkühlung                                                                                       | Wasserkühlung                                                                                       | Wasserkühlung                                                                                         | Wasserkühlung                                                                                         |                                                            |
| Getriebe                  | 5-Gang-Getriebe manuell (Borg-Warner T5)                                                            | 5-Gang-Getriebe manuell (Borg-Warner T5)                                                            | 5-Gang-Getriebe manuell (Borg-Warner T5)                                                            | 5-Gang-Getriebe manuell (Ford MT75) Ferguson Allradantrieb                                            | 5-Gang-Getriebe manuell (Ford MT75) Ferguson Allradantrieb                                            | 5-Gang-Getriebe manuell (Ford MT75) Ferguson Allradantrieb |
| Radaufhängung vorn        | MacPherson-Federbeine, Querlenker                                                                   | MacPherson-Federbeine, Querlenker                                                                   | MacPherson-Federbeine, Querlenker                                                                   | MacPherson-Federbeine, Querlenker                                                                     | MacPherson-Federbeine, Querlenker                                                                     |                                                            |
| Radaufhängung hinten      | Schräglenker, Schraubenfedern                                                                       | Schräglenker, Schraubenfedern                                                                       | Schräglenker, Schraubenfedern                                                                       | Schräglenker, Schraubenfedern                                                                         | Schräglenker, Schraubenfedern                                                                         |                                                            |
| Bremsen                   | Scheibenbremsen; vorne: Ø 283 mm, Vierkolben-Festsattel hinten 273 mm, Einkolben-Schwimmsattel, ABS | Scheibenbremsen; vorne: Ø 283 mm, Vierkolben-Festsattel hinten 273 mm, Einkolben-Schwimmsattel, ABS | Scheibenbremsen; vorne: Ø 283 mm, Vierkolben-Festsattel hinten 273 mm, Einkolben-Schwimmsattel, ABS | Scheibenbremsen; vorne: Ø 278 mm, Einkolben-Schwimmsattel hinten 277 mm, Einkolben-Schwimmsattel, ABS | Scheibenbremsen; vorne: Ø 278 mm, Einkolben-Schwimmsattel hinten 277 mm, Einkolben-Schwimmsattel, ABS |                                                            |
| Lenkung                   | Zahnstangenlenkung                                                                                  | Zahnstangenlenkung                                                                                  | Zahnstangenlenkung                                                                                  | Zahnstangenlenkung                                                                                    | Zahnstangenlenkung                                                                                    |                                                            |
| Karosserie                | Stahlblech, selbsttragend                                                                           | Stahlblech, selbsttragend                                                                           | Stahlblech, selbsttragend                                                                           | Stahlblech, selbsttragend                                                                             | Stahlblech, selbsttragend                                                                             |                                                            |
| Spurweite vorn/hinten     | 1480/1488 mm                                                                                        | 1480/1488 mm                                                                                        | 1480/1488 mm                                                                                        | 1480/1488 mm                                                                                          | 1480/1488 mm                                                                                          |                                                            |
| Radstand                  | 2608 mm                                                                                             | 2608 mm                                                                                             | 2608 mm                                                                                             | 2611 mm                                                                                               | 2611 mm                                                                                               |                                                            |
| Länge                     | 4460 mm                                                                                             | 4460 mm                                                                                             | 4460 mm                                                                                             | 4460 mm                                                                                               | 4460 mm                                                                                               |                                                            |
| Leergewicht               | 1130 kg                                                                                             | 1130 kg                                                                                             | 1280 kg                                                                                             | 1330 kg                                                                                               | 1330 kg                                                                                               |                                                            |
| Höchstgeschwindigkeit     | | | 238 km/h                                                                                            | 239 km/h                                                                                              | 239 km/h                                                                                              |                                                            |
| 0–100 km/h                | | | | 7 s                                                                                                   | 7 s                                                                                                   |                                                            |
| Verbrauch (l/100 km)      | 14,0–15,0 S                                                                                         | 14,0–15,0 S                                                                                         | 14,0–15,0 S                                                                                         | 14,0–15,0 S                                                                                           | 14,0–15,0 S                                                                                           |                                                            |

## Motorsport

### Rallye

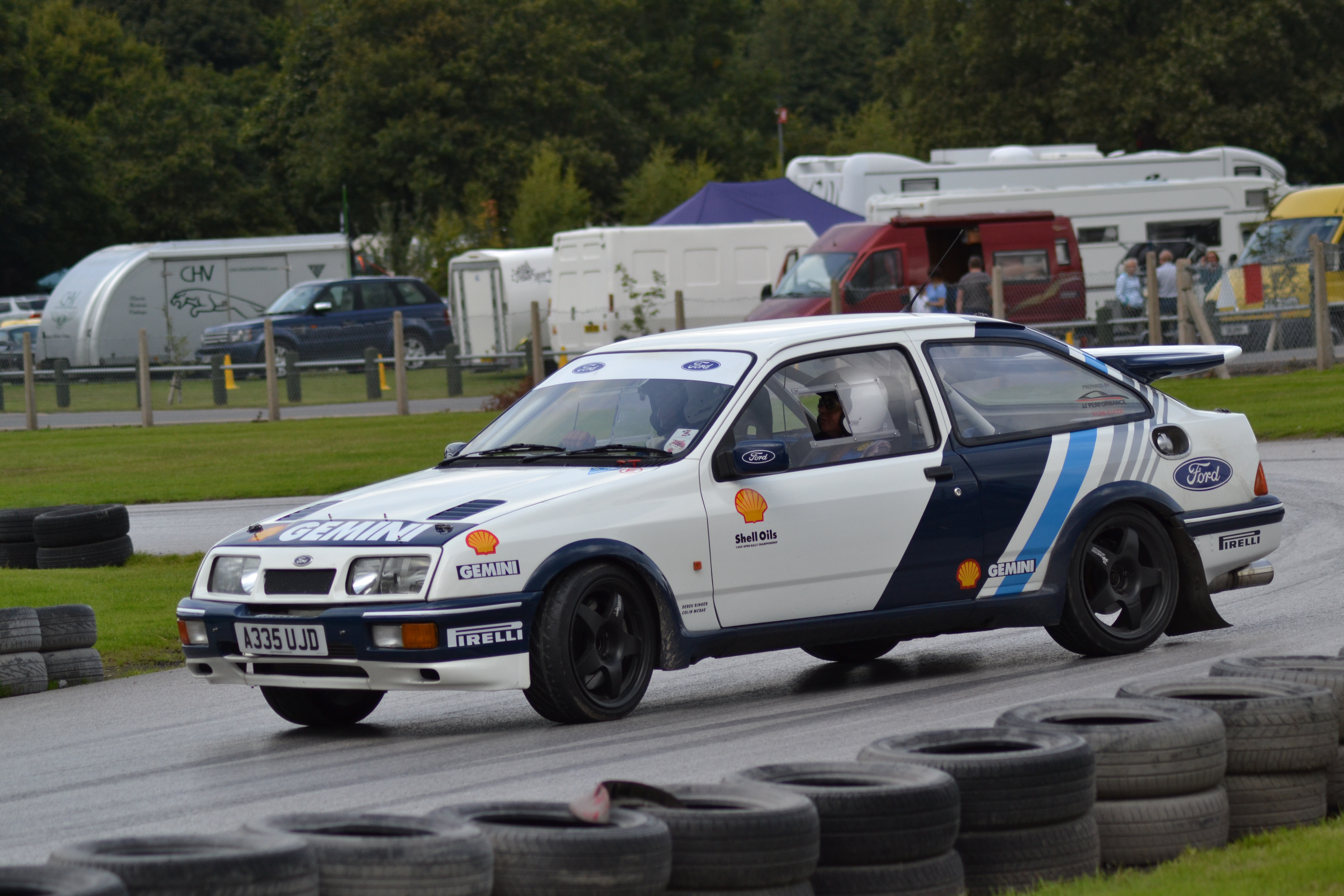
Nachbau des Sierra RS Cosworth, mit dem Colin McRae 1989 an der Rallye Großbritannien teilnahm

Die ersten Ford Sierra RS Cosworth mit Hinterradantrieb spielten in der Rallye-Weltmeisterschaft im Vergleich mit den allradgetriebenen Fahrzeugen anderer Hersteller keine nennenswerte Rolle. In den Jahren 1987 und 1988 erreichten die Fahrzeuge drei dritte, zwei zweite und zwei erste Plätze. Didier Auriol gewann 1988 die Rallye Korsika, Miki Biasion den nächsten Meisterschaftslauf bei der Acropolis Rally in Griechenland.
Die allradgetriebenen Sierra RS Cosworth erreichten in den Jahren 1991 und 1992 fünf dritte und zwei zweite Plätze bei Läufen zur Rallye-Weltmeisterschaft.
Auf nationaler Ebene wurden die Fahrzeuge oft mit mehr Erfolg eingesetzt. So gewann z. B. Colin McRae u. a. auf einem dreitürigen Sierra RS Cosworth 1988 die Schottische Rallyemeisterschaft. Sein Vater Jimmy McRae wurde auf demselben Fahrzeug 1987 und 1988 britischer Rallyemeister. 1992 und 1994 gingen zwei weitere Schottische Meistertitel an Fahrer eines Sierra RS Cosworth. Carlos Sainz wurde 1987 und 1988 spanischer Rallyemeister auf einem Sierra RS Cosworth. Dieter Depping gewann 1992 und 1993 die Deutsche Rallye-Meisterschaft mit einem Sierra RS Cosworth. Zwischen 1987 und 1991 gingen vier von fünf möglichen Meistertiteln in der Irischen Asphalt-Rallye-Meisterschaft an Fahrer eines Sierra RS Cosworth. Nach zwei französischen Meistertiteln 1987 und 1988 durch Didier Auriol siegte Bernard Béguin 1991 und 1992 auf einem Sierra RS Cosworth.

#### Rallycross
Ab 1988 dominierte der Sierra RS500 die Division 1 der Rallycross-Europameisterschaft. Nach dem Meistertitel für den Norweger Bjørn Skogstad gewann von 1989 bis 1992 Kenneth Hansen auf einem Sierra RS500 vier Mal in Folge die Division 1, Skogstad wurde in diesen Jahren immer Vizemeister. Zudem wurden Trevor Reeves 1989 und Michael Jemberg 1992 – ebenfalls auf Sierra RS500 – Dritte in der Meisterschaftswertung.

### Rundstrecke

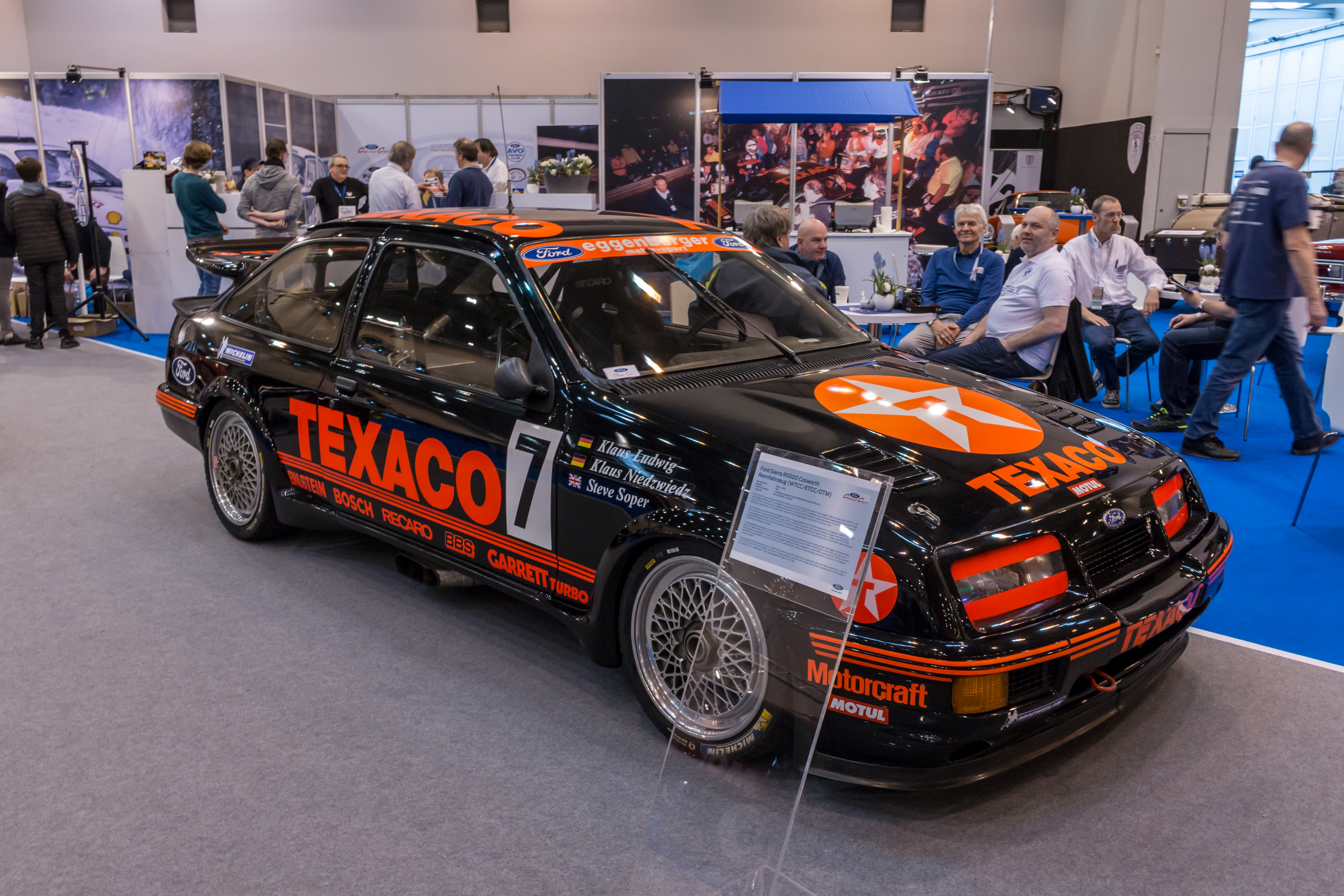
Sierra RS500, Siegfahrzeug von Ludwig, Niedzwiedz und Soper aus dem Jahr 1987

Die dreitürigen Sierra RS Cosworth und vor allem der Sierra RS500 waren bei Rund- und Langstreckenrennen wesentlich erfolgreicher als in der Rallye-Weltmeisterschaft.

#### Europa
In der Deutschen Tourenwagen-Meisterschaft ersetzte der Sierra RS500 für die zwei letzten Rennen der Saison 1987 einige der bis dahin sehr erfolgreichen Ford Sierra XR4Ti mit 2,3-Liter-OHC-Motor und Turboaufladung. Wie auch der XR4Ti wurde der RS500 für den Leistungsvorteil durch den Turbolader mit einem erheblichen Zusatzgewicht belegt. Zum letzten Lauf der Saison am Salzburgring hatte der im Programm der „Ford-Youngster“ fahrende Manuel Reuter 370 kg Zusatzgewicht im Fahrzeug. Durch das hohe Gewicht des Fahrzeugs kam es zu einem geplatzten Reifen und Reuter verlor die Gesamtwertung der DTM mit nur drei Punkten Rückstand knapp an den Belgier Eric van de Poele auf einem BMW M3. Das Rennen gewann Armin Hahne auf einem Ford Sierra RS500. In der nur im Jahr 1987 ausgetragenen Tourenwagen-Weltmeisterschaft belegten Klaus Ludwig und Klaus Niedzwiedz im RS500 mit nur einem Punkt Rückstand auf den BMW-Fahrer Roberto Ravaglia den zweiten Platz. Vorausgegangen war im Saisonverlauf eine Reihe an Disqualifikationen bei Ford und bei BMW. Ebenfalls 1987 gewannen Klaus Ludwig, Klaus Niedzwiedz und Steve Soper das 24-Stunden-Rennen auf dem Nürburgring in einem Sierra RS 500 mit einem Start-Ziel-Sieg.
In der Saison 1988 der DTM wurde der Sierra RS500 weiter eingebremst. Das Zusatzgewicht wurde zwar etwas reduziert, im Saisonverlauf wurde jedoch der Luftmengenbegrenzer am Sierra auf Betreiben der Konkurrenten BMW und Mercedes-Benz zuerst auf 43,5 Millimeter, dann auf 38 Millimeter und zuletzt auf 36 Millimeter reduziert. In der Folge kam es zu zahlreichen Defekten und Ausfällen wegen überhitzter Turbolader und zu Motorschäden. Trotzdem konnte Klaus Ludwig die Meisterschaft gewinnen, sein Markenkollege Armin Hahne wurde Dritter. Nach einem zweiten Platz im 24-Stunden-Rennen von Spa-Francorchamps 1988 durch Klaus Ludwig, Pierre Dieudonné und Thierry Boutsen auf einem von Eggenberger eingesetzten Sierra RS500 gewann das Team im folgenden Jahr das Rennen mit Gianfranco Brancatelli, Bernd Schneider und Win Percy am Steuer eines RS500. Das Schwesterauto mit Frank Biela, Eddy Joosen und Thomas Lindström kam auf dem dritten Rang ins Ziel.
In der Saison 1989 wurde der Sierra RS500 zum letzten Mal in der DTM eingesetzt, da für das Jahr 1990 bereits ein Verbot der Turbolader beschlossen war. Weiterhin wurde der Sierra – vor allem mit erheblichem Zusatzgewicht – eingebremst und wieder waren Reifen- und Fahrwerksschäden die Folge. Trotzdem gewann Klaus Niedzwiedz vier Rennen, darunter die letzten beiden Rennen der Saison und damit auch die letzten beiden Rennen des Sierra RS500 in der DTM. Zum Saisonende wurde Niedzwiedz mit nur elf Punkten Rückstand auf Roberto Ravaglia Vizemeister.
1988 gewannen Alain Ferté und Andy Rouse die RAC Tourist Trophy, die auch ein Lauf zur Tourenwagen-Europameisterschaft war. In der BTCC gewann Robb Gravett 1990 den Meistertitel.

#### Asien und Australasien
Im asiatischen und australasischen Raum konnten mit dem Sierra RS500 Ende der 1980er Jahre unzählige Langstreckenrennen und Meisterschaften gewonnen werden. Zu den Erfolgen zählen:
Meisterschaften
- Japanische Tourenwagenmeisterschaft: 1987, 1988 (jeweils Fahrer- und Herstellertitel)
- Australische Tourenwagenmeisterschaft: 1988, 1989
- Australische Langstreckenmeisterschaft: 1990
- Neuseeländische Tourenwagenmeisterschaft: 1989, 1990, 1992
- AMSCAR-Serie: 1988, 1989

Einzelrennen
- Bathurst 1000: 1988, 1989
- Fuji InterTec 500: 1987, 1988, 1989
- Sandown 500: 1988, 1990; im Jahr 1990 belegten die Sierra RS500 die ersten vier Plätze
- Wellington 500: 1987; das Rennen war ein Lauf zur Tourenwagen-Weltmeisterschaft, Sieger waren Klaus Ludwig und Klaus Niedzwiedz
- Pukekohe 500: 1988, 1989, 1990
- Macau Guia Race: 1989

### Siegquote
Laut dem britischen Motorsport Magazine ist der Ford Sierra RS500 der erfolgreichste Rennwagen, der auf einem Straßenfahrzeug basiert. RS500 gewannen 84,6 % der Rennen, bei denen diese Fahrzeuge gemeldet waren.